# Gwiazda za Wojnę 1939–1945
Gwiazda za Wojnę 1939–1945 (ang. 1939-45 Star) – brytyjska gwiazda wojskowa przyznawana za udział w II wojnie światowej, pomiędzy 3 września 1939 a 2 września 1945 r.

## Zasady nadawania
- wojska lądowe – za 6-miesięczną służbę operacyjną
- wojska powietrznodesantowe – za operację desantową i 2-miesięczną służbę w jednostce operacyjnej
- lotnictwo wojskowe Royal Air Force:
  - lotnicy – za udział w operacjach bojowych i 2-miesięczną służbę w jednostce operacyjnej
  - personel naziemny – za 6-miesięczną służbę w jednostce operacyjnej
- marynarka wojenna (Royal Navy) – za 6-miesięczną służbę na morzu na obszarach działań wojennych
- marynarka handlowa – za 6-miesięczną służbę na morzu i co najmniej 1 rejs w obszarze działań wojennych

Gwiazdę nadawano także członkom sił zbrojnych, którzy ponieśli śmierć (pośmiertnie) lub doznali kalectwa na skutek służby, a także osobom odznaczonym brytyjskimi odznaczeniami za męstwo lub wymienionym w rozkazach.
Gwiazdy otrzymywali także żołnierze sił sprzymierzonych, m.in. Polacy.

## Opis
Sześcioramienna gwiazda z brązu o wysokości 44 mm i szerokości 38 mm. W centrum znajduje się okrągła tarcza z monogramem królewskim GRI VI i królewską koroną. W otoku napis: THE 1939–1945 STAR. Wstążka składająca się z trzech pionowych pasów o tej samej szerokości, w kolorach: ciemnoniebieskim, czerwonym, jasnoniebieskim.

## Klamry
Noszone na wstążce:
- Battle of Britain – ustanowiona razem z odznaczeniem w 1945 roku; dla lotników biorących udział w bitwie o Anglię. Na baretce umieszcza się pozłacaną rozetkę w kształcie róży heraldycznej;
- Bomber Command – ustanowiona w 2012 roku; dla lotników służących w RAF Bomber Command przez co najmniej 60 dni oraz dla członków bombowych załóg latających w jednostkach podległych Bomber Command, którzy wykonali co najmniej jedną turę lotów[2]. Na baretce umieszcza się srebrną rozetkę w kształcie róży heraldycznej.